# Angelo Inganni

Parade österreichischer Truppen vor Feldmarschall Radetzky im Übergangslager Medole bei Mailand, 1833.

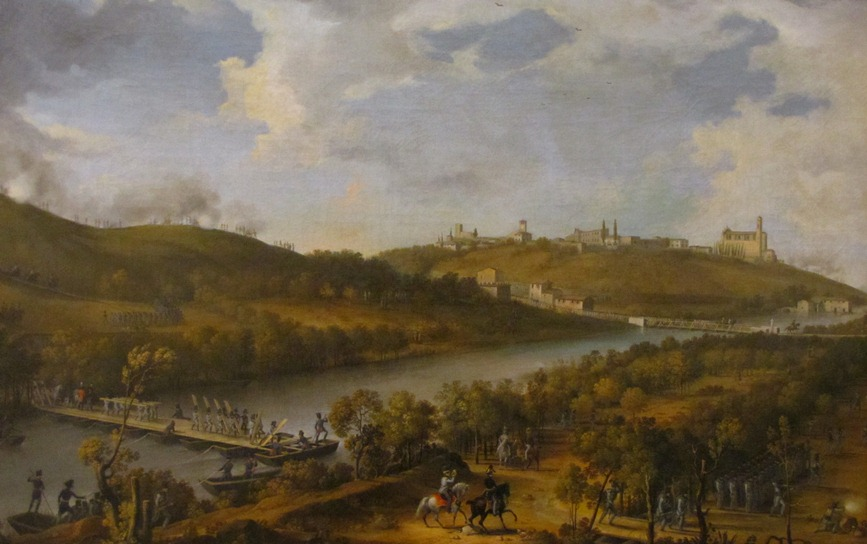
Flussübergang österreichischer Pontoneure über den Mincio bei Monzambano, Provinz Mantua, 1834.

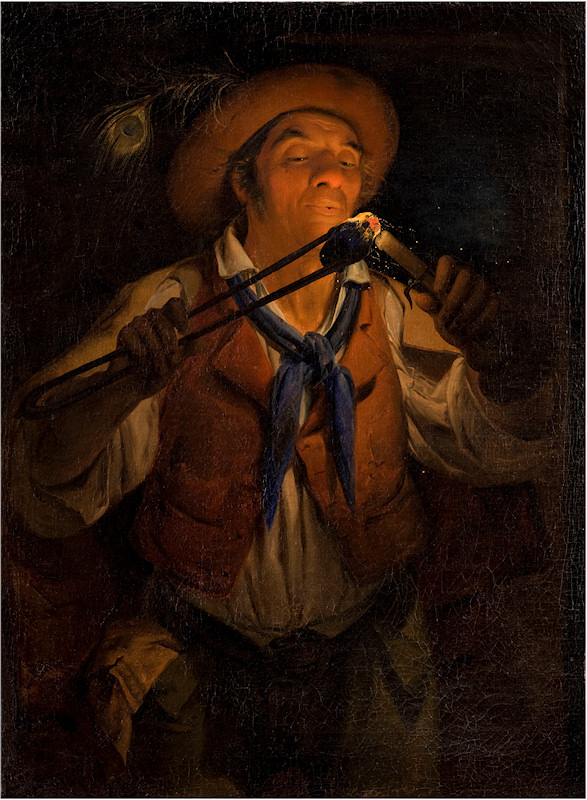
Landwirt entzündet Kerze mit glühender Kohle, 1850

Angelo Inganni (* 24. November 1807 in Brescia, Italien; † 2. Dezember 1880 in Gussago) war ein italienischer Genre-, Architektur- und Porträtmaler.

## Leben und Werk
Inganni erhielt den ersten Unterricht von seinem Vater Giovanni Inganni, einem Dekorationsmaler, und seinem Bruder Francesco Inganni. Er selbst setzte mit Porträts und Archtikturgemälden seine Anfänge. Nach seinem Militärdienst wurde er auf Empfehlung von Feldmarschall Radetzky im Jahr 1833 als Student an der Mailänder Kunstakademie aufgenommen. Sein dortiger Lehrer war Francesco Hayez, führender Künstler der Romantik. In Mailand begann Inganni, Veduten der Stadt zu malen. Für seine neue Art der Perspektive wurde er bekannt und er erhielt sogar 1839 vom österreichischen Kaiser Ferdinand I. eine Auszeichnung.
In weiterer Folge war Inganni in Venedig und Brescia tätig, wo er Historiengemälde mit Darstellungen aus Vergangenheit und Gegenwart malte. Dabei folgte er der klassizistisch-romantischen Richtung seines Lehrers Hayez. Darüber hinaus malte er ab 1850 von der flämischen Malerei inspirierte Genrebilder, Schilderungen aus dem bäuerlichen Leben seiner Heimat, welchen er durch künstliche Beleuchtungseffekte einen besonderen Reiz zu verleihen wusste. Bekannt sind auch die Ansichten von Kirchen und Palästen von Como, Mailand, Venedig, Brescia und Verona von der Hand Ingannis.
Inganni heiratete 1842 Amalia Bertera, die Witwe des Malers Giovanni Battista Gigola. Aus dieser Ehe ging Sohn Enrico hervor. Nachdem Bertera verstarb, ehelichte Inganni 1856 die Malerin Amanzia Guérillot. Viele ihrer Werke wurden zunächst ihm zugeschrieben.
Zu seinem Lebensende ließ er sich in Gussago nieder, wo er auch die Pfarrkirche mit einem Fresko ausstattete.
Ingannis Bilder wurden auf Ausstellungen in Mailand, Venedig, Wien (Österreichischer Kunstverein), Brüssel und auf der Pariser Weltausstellung von 1855 gezeigt.
Die Werke des Angelo Inganni befinden sich heute meist in Museen über ganz Europa verteilt, besonders sind diese aber in Oberitalien und in Wiener Sammlungen anzutreffen.

## Werke (Auszug)
- Parade österreichischer Truppen vor Feldmarschall Radetzky im Übergangslager Medole bei Mailand, 1833, Öl auf Leinwand, 80 × 120 cm, Heeresgeschichtliches Museum, Wien.
- Flussübergang österreichischer Pontoneure über den Mincio bei Monzambano, Provinz Mantua, 1834, Öl auf Leinwand, 80 × 120 cm, Heeresgeschichtliches Museum, Wien.
- Landwirt entzündet Kerze mit glühender Kohle, 1850, Öl auf Leinwand, 102,5 × 75 cm, Gallerie di Piazza Scala, Mailand.
- Hl. Bartholomäus, 1860, Fresko, Kirche Santa Maria in Silva, Brescia.
- Kreuzabnahme, Oratorio di San Biagio, Magenta (Lombardei)